# Talsperre Caniçada
Die Talsperre Caniçada (portugiesisch Barragem da Caniçada) liegt in der Region Nord Portugals im Distrikt Braga in der Nähe der Gemeinde Caniçada. Sie staut den Fluss Cávado und seinen Zufluss Rio Gerês zu einem vierarmigen Stausee (port. Albufeira (da Barragem) da Caniçada) auf. In der Mitte des Stausees, nahe der Stelle, an der ursprünglich der Rio Gerês in den Rio Cávado mündete, wird der See von zwei Brücken überbrückt. Nördlich des Stausees befindet sich der Nationalpark Peneda-Gerês und ein Teil der Seefläche gehört zum Nationalpark. Die Stadt Braga liegt etwa 15 km südwestlich der Talsperre Caniçada. Flussaufwärts liegt als nächstes Wasserkraftwerk am Cávado die Talsperre Salamonde.
Die Talsperre wurde im Jahre 1954 (bzw. 1955) fertiggestellt. Sie dient der Stromerzeugung. Die Talsperre ist im Besitz der Companhia Portuguesa de Produção de Electricidade (CPPE).

## Absperrbauwerk
Das Absperrbauwerk ist eine Bogenstaumauer aus Beton mit einer Höhe von 76 m über der Gründungssohle. Die Mauerkrone liegt auf einer Höhe von 163 m über dem Meeresspiegel. Die Länge der Mauerkrone beträgt 246 m. Das Volumen des Bauwerks beträgt 90.000 m³.
Die Staumauer verfügt sowohl über einen Grundablass als auch über eine Hochwasserentlastung mit vier Toren, die sich in der Mitte der Staumauer in Höhe der Mauerkrone befindet. Über den Grundablass können maximal 142 m³/s abgeleitet werden, über die Hochwasserentlastung maximal 1.700 m³/s.

## Stausee
Beim normalen Stauziel von 162 m erstreckt sich der Stausee über eine Fläche von rund 6,89 (bzw. 5,78) km² und fasst 170,6 Mio. m³ Wasser – davon können 159,3 (bzw. 144 oder 144,4) Mio. m³ zur Stromerzeugung genutzt werden. Mit den nutzbaren 144,4 Mio. m³ Wasser können 32 Mio. kWh erzeugt werden.

## Kraftwerk
Das Kraftwerk Caniçada ist mit einer installierten Leistung von 60 (bzw. 62 oder 100) MW eines der kleineren Wasserkraftwerke Portugals. Die durchschnittliche Jahreserzeugung liegt bei 346 (bzw. 283, 337,4 oder 345) Mio. kWh.
Es sind zwei Maschinen mit jeweils maximal 30 (bzw. 50) MW Leistung installiert. Sie befinden sich in einem unterirdischen Maschinenhaus, das sich 134 m unter der Oberfläche befindet. Die Francis-Turbinen und die zugehörigen Generatoren wurden von Voith geliefert. Die Turbinen leisten maximal 31 MW und die zugehörigen Generatoren 34 MVA. Die Nenndrehzahl der Turbinen liegt bei 300/min. Der Generator hat eine Nennspannung von 10,25 kV. In der Schaltanlage wird die Generatorspannung von 10,25 kV mittels Leistungstransformatoren auf 158 kV hochgespannt.
Die minimale Fallhöhe beträgt 77 m, die maximale 121 m. Der maximale Durchfluss liegt bei 34 m³/s je Turbine.
Das Kraftwerk ist im Besitz der CPPE, wird aber von EDP betrieben.